# Harvey Birdman, Attorney at Law
Harvey Birdman, Attorney at Law (no Brasil: Harvey, O Advogado) é uma sitcom de animação adulta americana criada por Michael Ouweleen e Erik Richter para o bloco de programação noturno do Cartoon Network, Adult Swim. A primeira temporada de Harvey Birdman, Attorney at Law é a primeira produção de animação para adultos produzida pelo Cartoon Network Studios. Um spin-off de Space Ghost Coast to Coast, a série gira em torno de Harvey Birdman, originalmente um super-herói de Birdman and the Galaxy Trio, e sua nova carreira como advogado, defendendo personagens que originalmente apareceram em desenhos animados anteriores da Hanna-Barbera.
O piloto foi ao ar pela primeira vez como uma prévia no Cartoon Network em 30 de dezembro de 2000. A série estreou oficialmente no Adult Swim em 2 de setembro de 2001, noite em que o bloco foi lançado. Terminou em 22 de julho de 2007, com um total de 39 episódios, ao longo de quatro temporadas. A série completa foi disponibilizada em DVD e outras formas de mídia doméstica, incluindo streaming sob demanda. Um especial, intitulado Harvey Birdman: Attorney General, estreou em 15 de outubro de 2018, e um spin-off, Birdgirl, estreou em 4 de abril de 2021.

## Premissa
Harvey Birdman, Attorney at Law apresenta o ex-super-herói Harvey Birdman de Birdman and the Galaxy Trio como um advogado que trabalha para um escritório de advocacia ao lado de outras estrelas de desenhos animados da série de desenhos animados Hanna-Barbera dos anos 1960 e 1970. Os clientes de Harvey também são principalmente personagens tirados da série de desenhos animados Hanna-Barbera da mesma época.
Muitos dos inimigos de Birdman de sua antiga série de desenhos animados aparecem como advogados, geralmente representando o lado oposto de um determinado caso. Harvey geralmente desempenha o papel de advogado de defesa criminal, embora atue como litigante civil ou outras funções semelhantes quando a trama exigir.
A série usa um estilo surrealista de comédia, apresentando personagens, objetos e piadas que são brevemente apresentados e raramente (ou nunca) referenciados depois disso. Como a série depende muito de referências da cultura popular à animação clássica da televisão, Harvey Birdman, Attorney at Law, constantemente se aprofunda na paródia, apresentando clipes dessas séries ou cenas especialmente criadas que imitam o estilo distinto da animação referenciada.
Harvey Birdman, Attorney at Law é o primeiro desenho animado da Williams Street a manter a continuidade ao longo de toda a série. Vários episódios fazem referência à antiga carreira de Harvey (ou de outro super-herói) no combate ao crime. O episódio "Turner Classic Birdman" serve para preencher a lacuna entre Birdman and the Galaxy Trio e Harvey Birdman, Attorney at Law.
Grande parte do humor vem de dar aos super-heróis e supervilões qualidades mais excêntricas, como transformar o cientista louco Dr. Myron Reducto em um promotor paranoico. Vários enredos giram em torno de mitos populares sobre personagens clássicos da Hanna-Barbera, como Salsicha e Scooby-Doo, que são usuários recreativos de drogas.

## Elenco de voz
- Gary Cole como Harvey Birdman, Juiz Hiram Mightor
- Stephen Colbert como Phil Ken Sebben, Myron Reducto
- Thomas Michael Allen como Peanut
- Paget Brewster como Judy Ken Sebben/Birdgirl
- Chris Edgerly como Peter Potamus
- John Michael Higgins como Mentok the Mindtaker
- Peter MacNicol como X the Eliminator

## Episódios
| Temporada | Temporada | Episódios | Episódios | Originalmente exibido  | Originalmente exibido |
| Temporada | Temporada | Episódios | Episódios | Estreia da temporada   | Final da temporada    |
| --------- | --------- | --------- | --------- | ---------------------- | --------------------- |
|           | 1         | 9         | 9         | 30 de dezembro de 2000 | 8 de junho de 2003    |
|           | 2         | 11        | 11        | 1 de janeiro de 2004   | 2 de novembro de 2004 |
|           | 3         | 12        | 12        | 24 de julho de 2005    | 23 de outubro de 2005 |
|           | 4         | 7         | 7         | 1 de outubro de 2006   | 22 de julho de 2007   |
|           | Especial  | Especial  | Especial  | 12 de outubro de 2018  | 12 de outubro de 2018 |

## Produção
Os criadores de Harvey Birdman, Attorney at Law, Michael Ouweleen e Erik Richter, foram originalmente escritores de Space Ghost Coast to Coast, onde o personagem principal fez sua estreia. O programa foi a série original mais cara do Adult Swim na época e é o spin-off mais caro de Space Ghost Coast to Coast.
Embora a primeira temporada tenha sido animada usando tinta digital, as temporadas restantes foram animadas usando o Adobe After Effects. O motivo da mudança foi que o estúdio de animação estava tendo dificuldades em manter o ritmo rápido da série e, portanto, a produção de episódios ficou mais lenta devido às constantes retomadas.
Ao animar os episódios posteriores no Turner Studios em Atlanta com o Adobe Flash, não só os problemas foram corrigidos mais rapidamente, como os custos de produção foram muito mais baixos.

## Transmissão internacional
No Canadá, Harvey Birdman, Attorney At Law foi ao ar anteriormente no bloco Teletoon at Night do Teletoon e mais tarde no bloco Adult Digital Distraction do G4. A série atualmente é exibida na versão canadense do Adult Swim. No Brasil, a série foi exibida pela TBS Brasil.

## Recepção
Em 2009, Harvey Birdman, Attorney at Law foi eleita a 91ª melhor série de animação pela IGN . Eles chamaram o conceito do show de "maravilhoso" e o show como um todo de "especialmente inteligente". A crítica resumiu que "Harvey Birdman funcionou como uma paródia e homenagem a esses personagens animados que conhecemos e amamos, com muitas piadas engraçadas e surreais ao longo do caminho".

## Mídia doméstica
| Nome do DVD  | Data de lançamento    | Ep # | Informações adicionais |
| ------------ | --------------------- | ---- | --- |
| Volume One   | 12 de abril de 2005   | 13   | Este box com dois discos contém os primeiros treze episódios da série ("Bannon Custody Battle" até "High Speed Buggy Chase") na ordem de produção, juntamente com comentários sobre episódios selecionados, cenas deletadas e outros recursos especiais. Uma versão da Região 2 será lançada em 3 de novembro. A cor da arte da caixa do DVD é roxa. |
| Volume Two   | 10 de outubro de 2006 | 13   | Este box com dois discos contém os próximos treze episódios da série ("Back to the Present" a "Evolutionary War") em ordem de produção, juntamente com comentários sobre nove episódios, filmagens adicionais e outros recursos especiais. A cor da caixa do DVD é azul.                                                                             |
| Volume Three | 24 de julho de 2007   | 13   | Este box com dois discos contém os treze episódios finais da série ("Turner Classic Birdman" até "The Death of Harvey") em ordem de produção, além de recursos especiais. A cor da arte da caixa do DVD é preta. |

Cada DVD tem o formato de um livro de direito. A arte da caixa de cada temporada é quase idêntica; a única mudança para cada temporada é a cor de fundo (o Volume One é roxo-marrom, o Volume Two é azul e o Volume Three é preto). A pequena imagem ao lado do título e o próprio título também parecem diferentes. Em abril de 2005, o Adult Swim realizou um concurso "Do Our Work For Us" para a primeira temporada de Harvey Birdman em DVD. O objetivo do concurso era pedir aos espectadores que criassem seu próprio comercial promocional feito por fãs para o DVD que seria lançado em breve.
A série também está disponível no Max.

## Música
A música tema é uma versão editada da canção "Slow Moody Blues", escrita por Reg Tilsley. Outras músicas notáveis usadas no show incluem "It Is Such a Good Night" de Charlie Steinman (também conhecida como "Scoobidoo Love") e uma versão sem letra de "La Mia Mania" de Gianni Morandi (também conhecida como "Okay Maria").

## Outras mídias

### Videogame
Um videogame baseado na série foi lançado para os consoles de videogame PlayStation 2, Wii e PlayStation Portable. Foi desenvolvido pela High Voltage Software e publicado pela Capcom, com mecânica de jogo semelhante à série Ace Attorney da Capcom. Foi lançado em 8 de janeiro de 2008 e inclui cinco novos casos interativos.

### Especial
Em 14 de maio de 2018, foi anunciado que haveria um especial baseado na série intitulado Harvey Birdman: Attorney General. No especial, Harvey Birdman se torna o próximo procurador-geral dos Estados Unidos, sob o comando do presidente Phil Ken Sebben. O elenco de dubladores original retornou para o especial. Estreou à meia-noite de 15 de outubro de 2018.

### Spin off
Em 9 de maio de 2019, um spin-off intitulado Birdgirl foi anunciado, seguindo Judy Ken Sebben/Birdgirl em seu novo papel como CEO da Sebben & Sebben. Estreou em 4 de abril de 2021, com uma segunda temporada estreando em 19 de junho de 2022.